# Logstash
Logstash est un outil informatique de collecte, analyse et ingestion de données.
Il est généralement associé avec Elasticsearch, moteur de recherche et de stockage distribué, et Kibana, interface d'Elasticsearch.
Logstash est capable d'intégrer une multitude de sources simultanément.

## Description
Logstash peut être considéré comme un ETL (Extract-transform-load).
Il permet de centraliser les différentes traces et d'en faire une analyse efficace. Il est capable de gérer pratiquement tous les types de logs : journaux du système, journaux du serveur Web, journaux d'erreurs et journaux des applications. Il se positionne côté serveur et est sous licence open source (licence Apache)[réf. nécessaire]. Il permet de filtrer les messages, d'extraire des informations utiles et de les stocker pour les indexer (notamment dans Elasticsearch). Il peut être intégré à ArcSight, système de gestion de sécurité. La pile Elastic dont fait partie Logstash est un des principaux concurrents de splunk.

Exemples d'utilisation de Logstash pour alimenter Elasticsearch